# Eleições autárquicas portuguesas de 2005 no distrito do Porto
| Eleições autárquicas portuguesas de 2005 Distritos: Aveiro \| Beja \| Braga \| Bragança \| Castelo Branco \| Coimbra \| Évora \| Faro \| Guarda \| Leiria \| Lisboa \| Portalegre \| Porto \| Santarém \| Setúbal \| Viana do Castelo \| Vila Real \| Viseu \| Açores \| Madeira |

## Resultados por Concelho
Os resultados nos Concelhos do Distrito do Porto foram os seguintes:

### Amarante
| Partido                 | Partido                           | Votos  | %               | +/-   | Vereadores | +/-     |
| ----------------------- | --------------------------------- | ------ | --------------- | ----- | ---------- | ------- |
|                         | Partido Socialista                | 15 014 | 41,94 / 100,00  | 4,75  | 3 / 7      | 1       |
|                         | Amar Amarante com Ferreira Torres | 9 881  | 27,60 / 100,00  | Novo  | 2 / 7      | Novo    |
|                         | Partido Social Democrata          | 9 187  | 25,66 / 100,00  | 14,87 | 2 / 7      | 1       |
|                         | Coligação Democrática Unitária    | 451    | 1,26 / 100,00   | 1,39  | 0 / 7      | Estável |
|                         | Bloco de Esquerda                 | 428    | 1,20 / 100,00   | 2,46  | 0 / 7      | Estável |
| Votos Inválidos         | Votos Inválidos                   | 841    | 2,35 / 100,00   | 1,29  |            |         |
| Total                   | Total                             | 35 802 | 100,00 / 100,00 |       | 7 / 7      |         |
| Eleitorado/Participação | Eleitorado/Participação           | 50 272 | 71,22 / 100,00  | 6,35  |            |         |

### Baião
| Partido                 | Partido                        | Votos  | %               | +/-  | Vereadores | +/-     |
| ----------------------- | ------------------------------ | ------ | --------------- | ---- | ---------- | ------- |
|                         | Partido Socialista             | 7 483  | 50,88 / 100,00  | 4,33 | 4 / 7      | 1       |
|                         | Partido Social Democrata       | 6 660  | 45,29 / 100,00  | 3,56 | 3 / 7      | 1       |
|                         | Partido Popular                | 138    | 0,94 / 100,00   | 0,11 | 0 / 7      | Estável |
|                         | Coligação Democrática Unitária | 128    | 0,87 / 100,00   | 0,52 | 0 / 7      | Estável |
| Votos Inválidos         | Votos Inválidos                | 297    | 2,02 / 100,00   | 0,35 |            |         |
| Total                   | Total                          | 14 706 | 100,00 / 100,00 |      | 7 / 7      |         |
| Eleitorado/Participação | Eleitorado/Participação        | 18 824 | 78,12 / 100,00  | 0,95 |            |         |

### Felgueiras
| Partido                 | Partido                              | Votos  | %               | +/-   | Vereadores | +/-     |
| ----------------------- | ------------------------------------ | ------ | --------------- | ----- | ---------- | ------- |
|                         | Lista Independente - Sempre Presente | 16 761 | 47,69 / 100,00  | Novo  | 4 / 7      | Novo    |
|                         | Partido Social Democrata             | 10 241 | 29,14 / 100,00  | 9,97  | 2 / 7      | 1       |
|                         | Partido Socialista                   | 5 425  | 15,43 / 100,00  | 37,26 | 1 / 7      | 3       |
|                         | Partido Popular                      | 651    | 1,85 / 100,00   | -     | 0 / 7      | -       |
|                         | Coligação Democrática Unitária       | 508    | 1,45 / 100,00   | 1,10  | 0 / 7      | Estável |
|                         | Bloco de Esquerda                    | 356    | 1,01 / 100,00   | -     | 0 / 7      | -       |
| Votos Inválidos         | Votos Inválidos                      | 1 206  | 3,43 / 100,00   | 0,99  |            |         |
| Total                   | Total                                | 35 148 | 100,00 / 100,00 |       | 7 / 7      |         |
| Eleitorado/Participação | Eleitorado/Participação              | 45 462 | 77,31 / 100,00  | 2,70  |            |         |

### Gondomar
| Partido                 | Partido                        | Votos   | %               | +/-  | Vereadores | +/-     |
| ----------------------- | ------------------------------ | ------- | --------------- | ---- | ---------- | ------- |
|                         | Gondomar no Coração            | 48 826  | 57,53 / 100,00  | Novo | 8 / 11     | Novo    |
|                         | Partido Socialista             | 15 831  | 18,65 / 100,00  | 6,71 | 2 / 11     | 1       |
|                         | PSD-CDS                        | 6 130   | 7,22 / 100,00   | -    | 1 / 11     | -       |
|                         | Coligação Democrática Unitária | 6 013   | 7,08 / 100,00   | 0,58 | 0 / 11     | 1       |
|                         | Bloco de Esquerda              | 2 857   | 3,37 / 100,00   | 2,27 | 0 / 11     | Estável |
|                         | Partido da Terra               | 278     | 0,33 / 100,00   | -    | 0 / 11     | -       |
|                         | Partido Humanista              | 193     | 0,23 / 100,00   | -    | 0 / 11     | -       |
| Votos Inválidos         | Votos Inválidos                | 4 744   | 5,59 / 100,00   | 1,62 |            |         |
| Total                   | Total                          | 84 872  | 100,00 / 100,00 |      | 11 / 11    |         |
| Eleitorado/Participação | Eleitorado/Participação        | 132 948 | 63,84 / 100,00  | 5,99 |            |         |

### Lousada
| Partido                 | Partido                        | Votos  | %               | +/-  | Vereadores | +/-     |
| ----------------------- | ------------------------------ | ------ | --------------- | ---- | ---------- | ------- |
|                         | Partido Socialista             | 15 739 | 62,15 / 100,00  | 0,19 | 5 / 7      | Estável |
|                         | PSD-CDS                        | 8 220  | 32,46 / 100,00  | 0,37 | 2 / 7      | Estável |
|                         | Coligação Democrática Unitária | 755    | 2,98 / 100,00   | 0,58 | 0 / 7      | Estável |
| Votos Inválidos         | Votos Inválidos                | 609    | 2,41 / 100,00   | 0,02 |            |         |
| Total                   | Total                          | 25 323 | 100,00 / 100,00 |      | 7 / 7      |         |
| Eleitorado/Participação | Eleitorado/Participação        | 33 319 | 76,00 / 100,00  | 1,17 |            |         |

### Maia
| Partido                 | Partido                        | Votos  | %               | +/-  | Vereadores | +/-     |
| ----------------------- | ------------------------------ | ------ | --------------- | ---- | ---------- | ------- |
|                         | PSD-CDS                        | 31 393 | 52,49 / 100,00  | 3,81 | 6 / 9      | Estável |
|                         | Partido Socialista             | 17 440 | 29,16 / 100,00  | 0,54 | 3 / 9      | Estável |
|                         | Coligação Democrática Unitária | 3 372  | 5,64 / 100,00   | 0,29 | 0 / 9      | Estável |
|                         | Bloco de Esquerda              | 3 205  | 5,36 / 100,00   | 3,66 | 0 / 9      | Estável |
|                         | Partido Humanista              | 782    | 1,31 / 100,00   | -    | 0 / 9      | -       |
| Votos Inválidos         | Votos Inválidos                | 3 616  | 6,04 / 100,00   | 0,23 |            |         |
| Total                   | Total                          | 59 808 | 100,00 / 100,00 |      | 9 / 9      |         |
| Eleitorado/Participação | Eleitorado/Participação        | 96 353 | 62,07 / 100,00  | 3,71 |            |         |

### Marco de Canaveses
| Partido                 | Partido                        | Votos  | %               | +/-   | Vereadores | +/-     |
| ----------------------- | ------------------------------ | ------ | --------------- | ----- | ---------- | ------- |
|                         | Partido Social Democrata       | 14 025 | 46,43 / 100,00  | 28,41 | 4 / 7      | 3       |
|                         | Partido Popular                | 9 119  | 30,19 / 100,00  | 21,84 | 2 / 7      | 2       |
|                         | Partido Socialista             | 5 365  | 17,76 / 100,00  | 5,77  | 1 / 7      | 1       |
|                         | Coligação Democrática Unitária | 907    | 3,00 / 100,00   | 0,01  | 0 / 7      | Estável |
| Votos Inválidos         | Votos Inválidos                | 789    | 2,62 / 100,00   | 0,79  |            |         |
| Total                   | Total                          | 30 205 | 100,00 / 100,00 |       | 7 / 7      |         |
| Eleitorado/Participação | Eleitorado/Participação        | 41 226 | 73,27 / 100,00  | 3,39  |            |         |

### Matosinhos
| Partido                 | Partido                        | Votos   | %               | +/-  | Vereadores | +/-     |
| ----------------------- | ------------------------------ | ------- | --------------- | ---- | ---------- | ------- |
|                         | Partido Socialista             | 35 788  | 47,27 / 100,00  | 6,79 | 6 / 11     | Estável |
|                         | PSD-CDS                        | 23 384  | 30,89 / 100,00  | 0,60 | 4 / 11     | Estável |
|                         | Coligação Democrática Unitária | 6 539   | 8,64 / 100,00   | 0,90 | 1 / 11     | Estável |
|                         | Bloco de Esquerda              | 5 330   | 7,04 / 100,00   | 4,58 | 0 / 11     | Estável |
|                         | Partido Humanista              | 439     | 0,58 / 100,00   | -    | 0 / 11     | -       |
| Votos Inválidos         | Votos Inválidos                | 4 232   | 5,59 / 100,00   | 1,34 |            |         |
| Total                   | Total                          | 75 712  | 100,00 / 100,00 |      | 11 / 11    |         |
| Eleitorado/Participação | Eleitorado/Participação        | 135 034 | 56,07 / 100,00  | 3,55 |            |         |

### Paços de Ferreira
| Partido                 | Partido                        | Votos  | %               | +/-  | Vereadores | +/-     |
| ----------------------- | ------------------------------ | ------ | --------------- | ---- | ---------- | ------- |
|                         | Partido Social Democrata       | 16 111 | 59,01 / 100,00  | 2,42 | 5 / 7      | Estável |
|                         | Partido Socialista             | 8 124  | 29,75 / 100,00  | 1,63 | 2 / 7      | Estável |
|                         | Partido Popular                | 1 510  | 5,53 / 100,00   | 1,86 | 0 / 7      | Estável |
|                         | Coligação Democrática Unitária | 753    | 2,76 / 100,00   | 0,45 | 0 / 7      | Estável |
| Votos Inválidos         | Votos Inválidos                | 805    | 2,95 / 100,00   | 0,62 |            |         |
| Total                   | Total                          | 27 303 | 100,00 / 100,00 |      | 7 / 7      |         |
| Eleitorado/Participação | Eleitorado/Participação        | 40 147 | 68,01 / 100,00  | 0,65 |            |         |

### Paredes
| Partido                 | Partido                        | Votos  | %               | +/-   | Vereadores | +/-     |
| ----------------------- | ------------------------------ | ------ | --------------- | ----- | ---------- | ------- |
|                         | Partido Social Democrata       | 24 854 | 50,94 / 100,00  | 10,91 | 5 / 9      | 2       |
|                         | Partido Socialista             | 14 796 | 30,33 / 100,00  | 5,75  | 3 / 9      | 1       |
|                         | Partido Popular                | 4 489  | 9,20 / 100,00   | 2,33  | 1 / 9      | 1       |
|                         | Coligação Democrática Unitária | 2 069  | 4,24 / 100,00   | 0,40  | 0 / 9      | Estável |
|                         | Bloco de Esquerda              | 923    | 1,89 / 100,00   | -     | 0 / 9      | -       |
| Votos Inválidos         | Votos Inválidos                | 1 659  | 3,40 / 100,00   | 0,54  |            |         |
| Total                   | Total                          | 48 790 | 100,00 / 100,00 |       | 9 / 9      |         |
| Eleitorado/Participação | Eleitorado/Participação        | 65 110 | 74,93 / 100,00  | 4,44  |            |         |

### Penafiel
| Partido                 | Partido                        | Votos  | %               | +/-   | Vereadores | +/-     |
| ----------------------- | ------------------------------ | ------ | --------------- | ----- | ---------- | ------- |
|                         | PSD-CDS                        | 27 592 | 62,04 / 100,00  | 11,72 | 6 / 9      | 1       |
|                         | Partido Socialista             | 13 372 | 30,06 / 100,00  | 9,44  | 3 / 9      | 1       |
|                         | Coligação Democrática Unitária | 1 672  | 3,76 / 100,00   | 0,70  | 0 / 9      | Estável |
|                         | Bloco de Esquerda              | 606    | 1,36 / 100,00   | -     | 0 / 9      | -       |
| Votos Inválidos         | Votos Inválidos                | 1 235  | 2,78 / 100,00   | 0,14  |            |         |
| Total                   | Total                          | 44 477 | 100,00 / 100,00 |       | 9 / 9      |         |
| Eleitorado/Participação | Eleitorado/Participação        | 56 655 | 78,50 / 100,00  | 0,20  |            |         |

### Porto
| Partido                 | Partido                        | Votos   | %               | +/-   | Vereadores | +/-     |
| ----------------------- | ------------------------------ | ------- | --------------- | ----- | ---------- | ------- |
|                         | PSD-CDS                        | 63 430  | 46,17 / 100,00  | 3,42  | 7 / 13     | 1       |
|                         | Partido Socialista             | 49 653  | 36,14 / 100,00  | 2,32  | 5 / 13     | 1       |
|                         | Coligação Democrática Unitária | 12 309  | 8,96 / 100,00   | 1,51  | 1 / 13     | Estável |
|                         | Bloco de Esquerda              | 5 797   | 4,22 / 100,00   | 1,66  | 0 / 13     | Estável |
|                         | PCTP/MRPP                      | 767     | 0,56 / 100,00   | 0,29  | 0 / 13     | Estável |
|                         | PND-PPM                        | 439     | 0,32 / 100,00   | Novo  | 0 / 13     | Novo    |
|                         | Partido da Terra               | 236     | 0,17 / 100,00   | -     | 0 / 13     | -       |
|                         | Partido Humanista              | 200     | 0,15 / 100,00   | 0,30  | 0 / 13     | Estável |
|                         | Partido Nacional Renovador     | 121     | 0,09 / 100,00   | -     | 0 / 13     | -       |
| Votos Inválidos         | Votos Inválidos                | 4 432   | 3,23 / 100,00   | 1,22  |            |         |
| Total                   | Total                          | 137 384 | 100,00 / 100,00 |       | 13 / 13    |         |
| Eleitorado/Participação | Eleitorado/Participação        | 234 749 | 58,52 / 100,00  | 10,25 |            |         |

### Póvoa de Varzim
| Partido                 | Partido                        | Votos  | %               | +/-   | Vereadores | +/-     |
| ----------------------- | ------------------------------ | ------ | --------------- | ----- | ---------- | ------- |
|                         | Partido Social Democrata       | 16 776 | 54,21 / 100,00  | 10,36 | 6 / 9      | 1       |
|                         | Partido Socialista             | 8 820  | 28,50 / 100,00  | 11,18 | 3 / 9      | 2       |
|                         | Partido Popular                | 2 278  | 7,36 / 100,00   | 3,07  | 0 / 9      | 1       |
|                         | Coligação Democrática Unitária | 1 208  | 3,90 / 100,00   | 0,75  | 0 / 9      | Estável |
|                         | Bloco de Esquerda              | 764    | 2,47 / 100,00   | -     | 0 / 9      | -       |
| Votos Inválidos         | Votos Inválidos                | 1 102  | 3,56 / 100,00   | 0,53  |            |         |
| Total                   | Total                          | 30 948 | 100,00 / 100,00 |       | 9 / 9      |         |
| Eleitorado/Participação | Eleitorado/Participação        | 52 244 | 59,24 / 100,00  | 0,05  |            |         |

### Santo Tirso
| Partido                 | Partido                        | Votos  | %               | +/-  | Vereadores | +/-     |
| ----------------------- | ------------------------------ | ------ | --------------- | ---- | ---------- | ------- |
|                         | Partido Socialista             | 20 964 | 48,40 / 100,00  | 0,06 | 5 / 9      | Estável |
|                         | Partido Social Democrata       | 18 671 | 43,11 / 100,00  | 2,77 | 4 / 9      | Estável |
|                         | Coligação Democrática Unitária | 1 801  | 4,16 / 100,00   | 0,64 | 0 / 9      | Estável |
|                         | Partido Popular                | 717    | 1,66 / 100,00   | 2,20 | 0 / 9      | Estável |
| Votos Inválidos         | Votos Inválidos                | 1 161  | 2,68 / 100,00   | 0,01 |            |         |
| Total                   | Total                          | 43 314 | 100,00 / 100,00 |      | 9 / 9      |         |
| Eleitorado/Participação | Eleitorado/Participação        | 61 238 | 70,73 / 100,00  | 2,56 |            |         |

### Trofa
| Partido                 | Partido                        | Votos  | %               | +/-   | Vereadores | +/-     |
| ----------------------- | ------------------------------ | ------ | --------------- | ----- | ---------- | ------- |
|                         | Partido Social Democrata       | 10 715 | 48,39 / 100,00  | 16,09 | 4 / 7      | 1       |
|                         | Partido Socialista             | 8 207  | 37,06 / 100,00  | 13,66 | 3 / 7      | 1       |
|                         | Partido Popular                | 1 518  | 6,86 / 100,00   | 0,59  | 0 / 7      | Estável |
|                         | Coligação Democrática Unitária | 789    | 3,56 / 100,00   | 0,64  | 0 / 7      | Estável |
|                         | Partido Popular Monárquico     | 68     | 0,31 / 100,00   | -     | 0 / 7      | -       |
| Votos Inválidos         | Votos Inválidos                | 846    | 3,82 / 100,00   | 0,90  |            |         |
| Total                   | Total                          | 22 143 | 100,00 / 100,00 |       | 7 / 7      |         |
| Eleitorado/Participação | Eleitorado/Participação        | 30 533 | 72,52 / 100,00  | 0,57  |            |         |

### Valongo
| Partido                 | Partido                        | Votos  | %               | +/-   | Vereadores | +/-     |
| ----------------------- | ------------------------------ | ------ | --------------- | ----- | ---------- | ------- |
|                         | Partido Social Democrata       | 19 171 | 44,18 / 100,00  | 11,93 | 5 / 9      | 1       |
|                         | Partido Socialista             | 17 630 | 40,63 / 100,00  | 8,25  | 4 / 9      | 1       |
|                         | Coligação Democrática Unitária | 2 857  | 6,58 / 100,00   | 0,54  | 0 / 9      | Estável |
|                         | Bloco de Esquerda              | 1 675  | 3,86 / 100,00   | 2,68  | 0 / 9      | Estável |
| Votos Inválidos         | Votos Inválidos                | 2 063  | 4,75 / 100,00   | 0,46  |            |         |
| Total                   | Total                          | 43 396 | 100,00 / 100,00 |       | 9 / 9      |         |
| Eleitorado/Participação | Eleitorado/Participação        | 70 477 | 61,57 / 100,00  | 4,23  |            |         |

### Vila do Conde
| Partido                 | Partido                        | Votos  | %               | +/-  | Vereadores | +/-     |
| ----------------------- | ------------------------------ | ------ | --------------- | ---- | ---------- | ------- |
|                         | Partido Socialista             | 22 938 | 53,96 / 100,00  | 0,32 | 5 / 9      | Estável |
|                         | PSD-CDS                        | 16 185 | 38,07 / 100,00  | 1,68 | 4 / 9      | Estável |
|                         | Coligação Democrática Unitária | 1 292  | 3,04 / 100,00   | 0,08 | 0 / 9      | Estável |
|                         | Bloco de Esquerda              | 935    | 2,20 / 100,00   | 1,18 | 0 / 9      | Estável |
| Votos Inválidos         | Votos Inválidos                | 1 162  | 2,73 / 100,00   | 0,10 |            |         |
| Total                   | Total                          | 42 512 | 100,00 / 100,00 |      | 9 / 9      |         |
| Eleitorado/Participação | Eleitorado/Participação        | 60 721 | 70,01 / 100,00  | 3,49 |            |         |

### Vila Nova de Gaia
| Partido                 | Partido                        | Votos   | %               | +/-  | Vereadores | +/-     |
| ----------------------- | ------------------------------ | ------- | --------------- | ---- | ---------- | ------- |
|                         | PSD-CDS                        | 77 932  | 55,00 / 100,00  | 5,25 | 7 / 11     | 1       |
|                         | Partido Socialista             | 39 669  | 27,99 / 100,00  | 0,52 | 3 / 11     | Estável |
|                         | Coligação Democrática Unitária | 11 735  | 8,28 / 100,00   | 1,98 | 1 / 11     | 1       |
|                         | Bloco de Esquerda              | 5 340   | 3,77 / 100,00   | 2,56 | 0 / 11     | Estável |
|                         | Partido da Terra               | 896     | 0,63 / 100,00   | -    | 0 / 11     | -       |
|                         | Partido Humanista              | 605     | 0,43 / 100,00   | 0,03 | 0 / 11     | Estável |
| Votos Inválidos         | Votos Inválidos                | 5 528   | 3,90 / 100,00   | 0,63 |            |         |
| Total                   | Total                          | 141 705 | 100,00 / 100,00 |      | 11 / 11    |         |
| Eleitorado/Participação | Eleitorado/Participação        | 233 564 | 60,67 / 100,00  | 3,13 |            |         |